# Монтаньє (кратер)
Монтаньє (фр. Montagnais — гірський) — давній метеоритний кратер (астроблема), що лежить на континентальному шельфі на південь від півострова Нова Шотландія, Канада. Має близько 45 км в діаметрі, вік оцінюють у 50,50 ± 0,76 мільйонів років (еоцен). Кратер розташований глибоко на дні Атлантичного океану і вкритий товстим шаром морських відкладів.